# Hannibal Rising
Hannibal Rising er den femte film, der er lavet om Hannibal Lecter og instrueret af Peter Webber og udgivet i 2007. Handlingen foregår før Den Røde Drage, Ondskabens Øjne og Hannibal. I modsætning til de tidligere film har Thomas Harris også skrevet manuskriptet til filmen, der er baseret på bogen med samme navn fra 2006. Filmen blev indspillet Prag og fortæller om Lectors barndom og ungdomsperiode. Aaron Thomas spiller Lecter som barn, mens Gaspard Ulliel fremstiller Lecter i ungdomsårene.

## Handling
I Litauen i 1944 under 2. Verdenskrig bliver den 8-årig intelligent dreng Hannibal, gjort forældreløs og traumatiseret af krigen. Han oplever uhyggelige rædsler under krigen, hvor han ser sin familie blive slået ihjel og bliver bortført af en bande krigsforbrydere. Banden slår hans elskede lillesøster Mischa ihjel - og spiser hende formentlig for selv at overleve. Hannibal overlever rent fysisk men disse store rædsler under krigen starter de traumer som skaber en uhyggelig karakter. Hans hjerne lukker af for rædslerne og han bliver stum.
Efter krigen bliver hans barndomshjem, Lecter-borgen, omdannet til et sovjetisk børnehjem, hvor Hannibal spærres inde. Han forsøger at holde sig væk fra de andre børns nådesløse mobning og gør oprør mod stedets rangorden. Men dette er ikke noget normalt drengebarn, det er den unge Hannibal Lecter. Han gennemfører en bemærkelsesværdig flugt fra jerntæppet og rejser til udkanten af Paris hvor hans eneste overlevende slægtning, en onkel, bor. Da han ankommer til Lecter-slottet finder Hannibal ud af at onklen er død, men hans mystiske og smukke japanske enke, den noble efterkommer af forfatteren Lady Murasaki Shibuku, kendt for at have skrevet "Fortællingen om Genji", byder ham velkommen. Lady Murasakis venlige og store opmærksomhed tænder et livslangt begær efter gourmetmat, klassisk musik og malerkunst i Hannibal. Hun hjælper Hannibal med at finde sin stemme, men hun kan ikke hjælpe ham med at bort drive de indestængte minder, der plager ham i søvne, eller beskytte ham fra den prosaiske ondskab, der hviler selv i de mest fornemme steder. 
Han starter sin strålende medicinske karriere besat af at forsøge at komme til dybden af sin egen underbevidsthed. Hannibals spøgelser viser sig at være virkelige mennesker – grusomme krigsforbrydere – fra hvem han kan finde svarene som åbner rummene til hans fortid, og som kan give ham hævn. Denne jagt efter sandheden vil imidlertid sætte alle og alt der betyder noget for ham i fare, og give næring til et mørkt begær, der for altid vil kræve tilførsel. 

## Medvirkende
| Actor                  | Role                     |
| ---------------------- | ------------------------ |
| Gaspard Ulliel         | Hannibal Lecter          |
| Helena Lia Tachovska   | Mischa Lecter            |
| Gong Li                | Lady Murasaki Shikibu    |
| Rhys Ifans             | Vladis Grutas            |
| Kevin McKidd           | Petras Kolnas            |
| Richard Brake          | Enrikas Dortlich         |
| Stephen Martin Walters | Zigmas Milko             |
| Ivan Marevich          | Bronys Grentz            |
| Charles Maquignon      | Paul Momund              |
| Dominic West           | Inspector Pascal Popil   |
| Beata Ben Ammar        | Madam Kolnas             |
| Pavel Bezdek           | Dieter                   |
| Aaran Thomas           | Unge Hannibal Lecter     |
| Goran Kostic           | Pot Watcher              |
| Robbie Kay             | Robert Kay, Kolnas's Son |

## Trivia
- Etter at have skærmtestet flere rimelig kendte skuespillere, som Hayden Christensen, Macaulay Culkin, Hugh Dancy, Rupert Friend, Dominic Cooper,Tom Sturridge og Tom Payne, faldt valget på den rimelig unge og ukendte franske skuespiller Gaspard Ulliel.
- Der blev længe spekuleret på om Anthony Hopkins ville spille en rolle i filmen, men dette viste sig ikke at være sandt.

## Taglines
It Started With Revenge.

## Citater
- Hannibal Lecter: I've come to collect a head.
- Hannibal Lecter: Rudeness is an epidemic.
- Hannibal Lecter: I hope you don't mind. I would have used a butcher knife, but the sword seemed so appropriate. Not a nick in the blade, I promise you. The butcher was like butter.
- Hannibal Lecter: Do you suppose God intended to eat Isak when he told Abraham to kill him?